# Чемерники (гмина)
Чемерники (пол. Czemierniki) — городско-сельская гмина (волость) в Польше, входит как административная единица в Радзыньский повет, Люблинское воеводство. Население — 4595 человек (на 2008 год).

## Сельские округа
1. Белчонц
2. Выгнанув
3. Лихты
4. Невенглош
5. Скоки
6. Сточек
7. Стуйка

## Соседние гмины
1. Гмина Борки
2. Гмина Вохынь
3. Гмина Острувек
4. Гмина Радзынь-Подляски
5. Гмина Семень
6. Радзынь-Подляски